# 桂明日香
桂明日香（桂 明日香（かつら あすか），本名相同），是一位漫畫家、插畫家。日本北海道札幌市人，現居住於東京都。在2003年，憑藉其作品出道，並獲得了第15屆Ace新人漫畫獎。

## 作品列表
漫畫
- 螺子（2003年－2004年，《少年ACE》，角川書店，全1冊）
- 柯塞特的肖像（2004年－2005年，《月刊Magazine Z》，原作：COSSETTE HOUSE／ANIPLEX原創OVA的漫畫化作品，講談社，全2冊）
- 問題（2005年，《MANGA EROTICS F》，太田出版，全1冊）
  - 廣播劇CD「問題」（2009年，Frontier Works／日本NBC環球娛樂，FCCC-0146）出演：六朗役 杉田智和、潔良役 高橋美佳子、八重子役 甲斐田裕子 等

- BLOOD+（2005年－2007年，《少年ACE》，原作：Production I.G／ANIPLEX原創電視動畫的漫畫化作品，角川書店，全5冊）
- Honeycomb（2007年－2011年，《週刊ASCII》，ASCII／ASCII Media Works，全5冊）
- 花住人（2007年－2008年，《少年ACE》，角川書店，全3冊）
- 神話（2009年－2010年，《YOUNG GANGAN》，史克威爾艾尼克斯，全2冊）
- 美少年名言集（2009年－2011年，《MANGA EROTICS F》，太田出版，全1冊）
- 億萬富翁少女（2009年－2013年，《Good！Afternoon》，原作：支倉凍砂、講談社，全3冊）尖端出版
- （2012年－2014年，《週刊ASCII》，KADOKAWA／ASCII Media Works，全4冊）
- Lady Honeycomb（2015年－連載中，《週刊ASCII》，KADOKAWA／ASCII Media Works，已發行1冊）
- （2016年－連載中，《Hatsukiss》，講談社）

插畫
- 飢餓遊戲（2009年，Media Factory刊，原作：蘇珊·柯林斯、翻譯：河井直子）

## 外部連結
- （日語）－桂明日香的官方個人網站。
- 桂明日香的X（前Twitter） （日語）